# 下田本線料金所
下田本線料金所（しもだほんせんりょうきんじょ）は、青森県上北郡おいらせ町にある第二みちのく有料道路の本線料金所である。管理は青森県道路公社が行う。

## 概要
開通当初は第二みちのく有料道路の通行料金の支払いのみ受け持っていた。八戸自動車道の八戸北ICまでの延伸により八戸自動車道と百石道路が接続されてからは、下り線（三沢方面）は第二みちのく有料道路の通行料金のほか、下田百石ICまでの八戸自動車道・百石道路（以下、NEXCO区間）の通行料金も徴収するようになった。また、上り線（下田方面）は第二みちのく有料道路の通行料金を支払い、NEXCO区間の通行券を受け取る仕組みになった。
2025年（令和7年）3月10日10時よりETCの運用を開始した。運用開始まではNEXCO区間と第二みちのく有料道路とをETCで連続走行する場合、以下のような取り扱いとなっていた。
- 下り線から進入した場合、当料金所で係員にETCカードを渡し、NEXCO区間の通行料金を精算し、第二みちのく有料道路分は現金または回数券で支払いとなっていた（第二みちのく有料道路の料金支払いにETCカードは使用できなかったため）。
- 上り線から進入した場合、ETC無線通信機が設置されているため自動的に流入処理が行われる（ただし第二みちのく有料道路分は現金または回数券で支払いのためノンストップ通行はできなかった）。
  - 2019年（平成31年）3月22日10時までは上り線もETCに対応せず、NEXCO区間の通行券が発券されるのみだったため、ETCを利用する場合は下田百石ICで一旦流出入する必要があった[3][4]。

なお、下田百石IC - 当料金所間は料金徴収が行われないため（事実上の無料区間）、当料金所を通過して下田百石ICで流出する場合、下田百石ICの料金所での精算は生じない（一般車は通行券の手渡しのみで通過可能）。一方、ETCで下田百石ICから流入する場合、料金は発生しないが流出処理が必要となるため、ETC運用開始前は当料金所でETCカードの手渡しが必要となっていた。

## 料金所
- ブース数：4

### 下田百石・八戸・仙台・東京方面（上り線）
- ブース数：2
  - ETC専用：1
  - 一般：1

### 三沢十和田下田・上北・七戸方面（下り線）
- ブース数：2
  - ETC専用：1
  - 一般：1

## 歴史
- 1992年（平成4年）3月30日：供用開始
- 2019年（平成31年）3月22日：10時より上り線のNEXCO区間用ETC対応開始[4]
- 2025年（令和7年）3月10日：10時よりETC運用開始[1]

## 隣
E4A 第二みちのく有料道路
(8) 下田百石IC - 下田本線料金所 - 三沢十和田下田IC